# Costa Shirase
A Costa Shirase é o segmento da costa norte, nem sempre bem definida, junto do lado oriental da Plataforma de gelo Ross e do Mar de Ross. Está situada entre a extremidade norte da costa Siple sobre  e o Cabo Colbeck, na Antártida Ocidental.
A seção ao norte (80° 10’S) também é conhecida como Costa de Prestrud. A Costa de Prestrud  muitas vezes é registrada como uma variante do nome da Costa de Shirase.

## Origem do nome
Recebeu do New Zealand Antarctic Place-Names Committee (NZ-APC) o nome do tenente Nobu Shirase (1861-1946) em 1961, líder da expedição japonesa, cujo navio Kainan Maru navegou próximo a costa em janeiro de 1912.